# A.geh Wirklich?

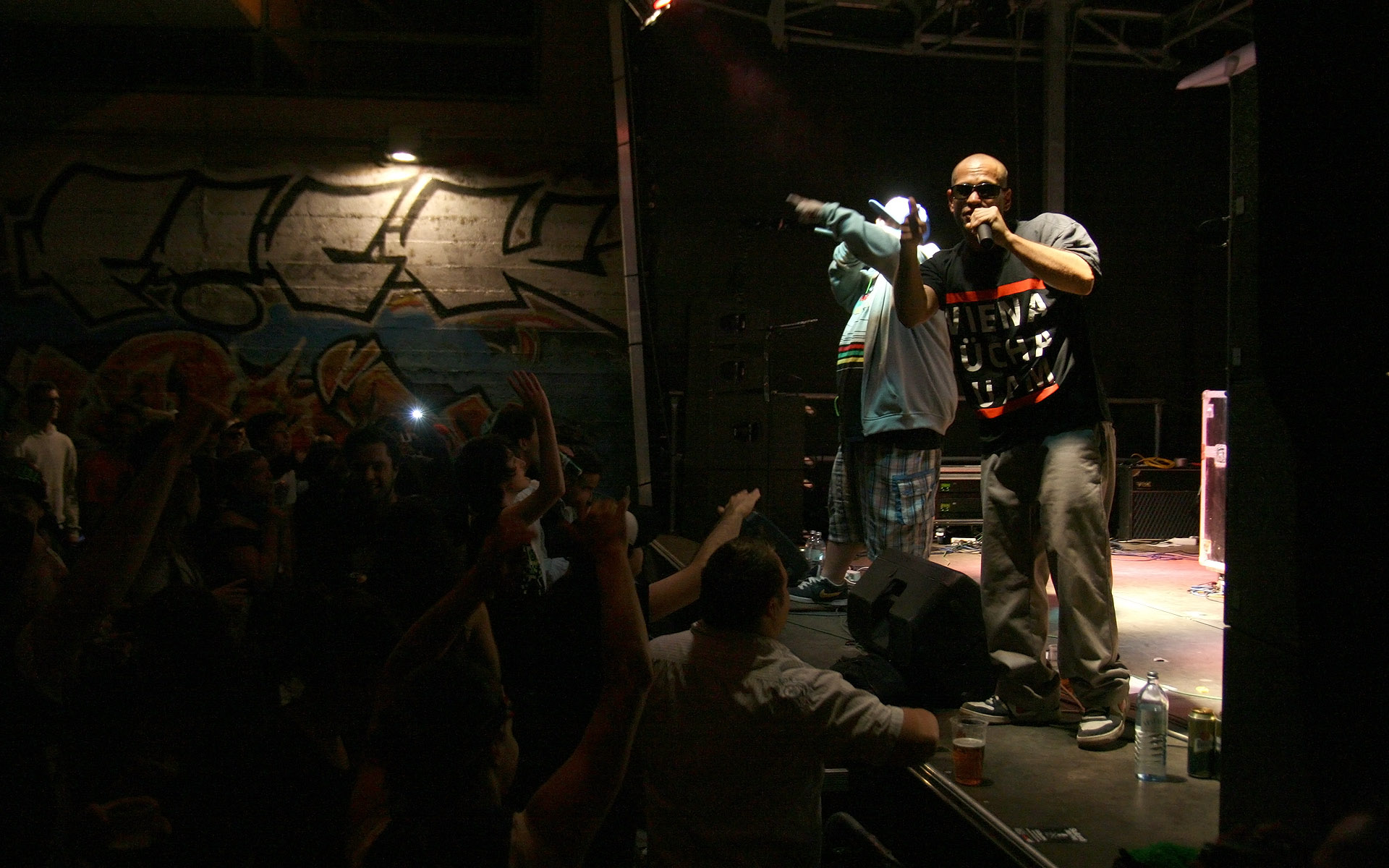
A.geh Wirklich? (Donaukanaltreiben 2012)

A.geh Wirklich? (* 1976 in Wien-Favoriten als Alexander Gabriel) ist ein österreichischer Hip-Hop-Musiker, dessen Stil durch den Wiener Dialekt und ironische Texte geprägt ist. Er wird auch als eine Mischung aus Wiener Schmäh, Hip-Hop, Wiener Schrammeln, Pop und R&B beschrieben und bisweilen auch dem Austropop zugeschrieben. Sein Musikstil ist am Westcoast-Style orientiert.

## Leben

### Bandkarriere
Alexander Gabriel, woraus sich auch sein Künstlername A.geh ableitet, wurde 1976 im Wiener Gemeindebezirk Favoriten geboren. 1995 gründete er gemeinsam mit zwei Freunden, Funky Cottleti und Steez wie gehts die Hip-Hop-Gruppe Illianz of Lykx, die ab 1996 Auftritte absolvierte. Diese veröffentlichte Songs wie Blade Beatz, Wer hotn Beat badlt und Endgegner und insgesamt drei Demo-Alben: Wien nur du allein, MZEH (Mir zrinnt es Hirn) und Auf da Nudlsuppn dahergschwommen. Wegen persönlicher Differenzen löste sich die Gruppierung im Jahr 2000 auf. A.geh absolvierte eine Ausbildung als Fliesenleger, kehrte aber anschließend wieder zum Hip-Hop zurück. Bereits im Jahr 2000 veröffentlichte er auf der Hip-Hop-Compilation von Boombap seinen ersten Solo-Track How I feel. In Wien moderierte er unter seinem Künstlernamen 2001 eine Zeit lang die Verkehrsnachrichten in der Morgenshow von Radio Energy – im auch bei Wiener Radiosendern bei Moderatoren unüblichen Wiener Dialekt.

### Solokünstler

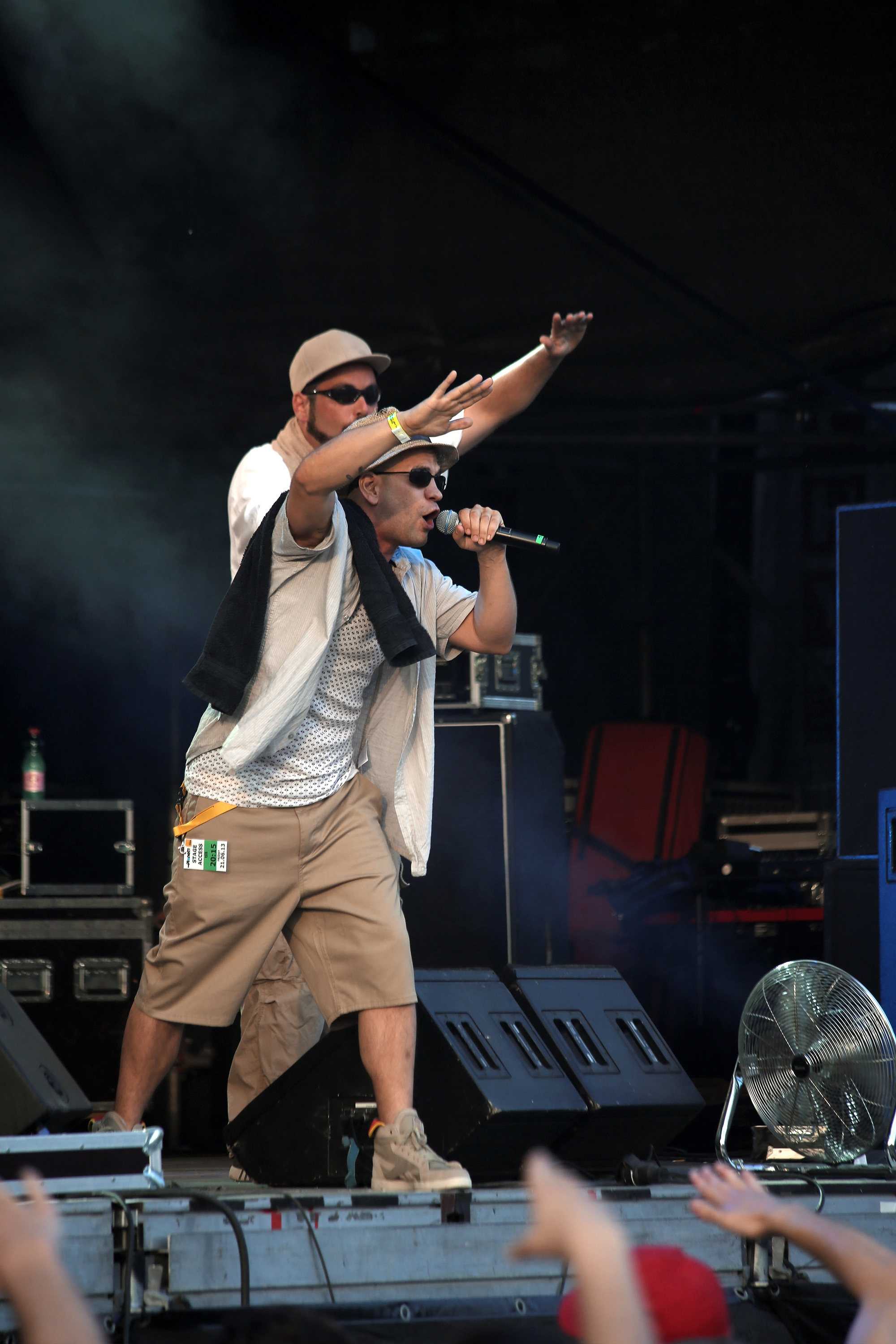
A.geh Wirklich? (vorne, mit MC Fuchs, Donauinselfest 2013)

Sein wirkliches Debüt als Solo-Hip-Hop-Künstler folgte allerdings erst 2002 mit dem Song Wirklich?. Dieser wurde österreichweit in alternativen Radiosendern gespielt, allen voran FM4, wo er Rang 15 der Charts erreichte und das diesen Song auch auf seiner Soundselection Nr. 7 veröffentlichte – eine der meistverkauften Compilations Österreichs (Rang 4 in den Compilation-Charts). Das Musikvideo wurde in der ORF-Fernsehsendung kunst-stücke im Rahmen eines Hip-Hop-Spezials präsentiert.
2004 veröffentlichte er schließlich sein erstes Album, da Doppla, das neben Wirklich? auch Sweet Vienna (der Soundtrack zum gleichnamigen Film) und Supasumma (Rang 2 der FM4-Charts) enthält – zwei weitere Songs die eine Zeit lang im Radio zu hören waren und zu denen auch Musikvideos hergestellt wurden.
Erschienen ist das Album bei Mundl Records, einem eigens von ihm gegründeten Label. Der Vertrieb erfolgte über Hoanzl und online über den österreichischen Musikvertrieb Goalgetter. Seitdem iTunes nicht mehr nur Major-Labels in seinem Sortiment führt, ist das Album auch über den iTunes Music Store erhältlich.
Häufige Kooperationspartner bei seinen Songs sind der Gitarrist Firefinger und DJ Supafly, der A.geh auch bei seinen Konzerten begleitet. Andere Featurings ergeben sich vor allem mit der Wiener Rooftop Clique, zu der auch EJ Adem MC und A.geh zählen.
Der Film SweetVienna in dem beide Künstler als Schauspieler mitwirkten, wurde von CV-Film produzierte.
2005 als Rapper und Schauspieler beim Theaterstück „Rapattack“, ebenso 2006 beim Theaterstück „9 Milliarden“.
Im Sommer 2007 veröffentlichte A.geh sein zweites Album: Samma uns ehrlich, dessen Titeltrack in alternativen Radiosendern gespielt wurde. Hierbei verdeutlicht er erneut, dass er wenig von Gangsta Rap hält und er deshalb einen anderen Weg geht und bei diesem auch bleiben wird. Der Song erschien, wie 2004 auch Raggamann, wieder auf der FM4 Soundselection und erreichte Platz 6 in den FM4-Hörercharts.
Im selben Jahr gründete A.geh die Band Agehneration bestehend aus: reddetail (Drums), Mikala N. (Gitarre), Manuela D. (Gesang), Dominik M. (Bass), Martin H. (Keys), A.geh (Rap).
Im Sommer 2008 trat A.geh vor großem Publikum beim „echt:wien“ Wienerlied-Festival und mit Band am Donauinselfest auf der FM4/Planet Bühne auf.
2009 erschien das Album namens Freunderlwirtschaft, A.geh und Funky Cottleti schlüpfen in die Rolle der WienerPüchaBuam, ein gemeinsames Projekt mit einem Großteil der Österreichischen Rapszene wie beispielsweise Funke, Jamin, AML, DJ King, Vearz, SFR, DaBertl, anderen Rappern der Rooftop Clique.
2010 veröffentlichte die Band Agehneration über das Label deine Mutter Records die EP „Agehneration“
In Echte Wiener 2 – Die Deppat’n und die Gspritzt’n (2010) spielt A.geh eine Nebenrolle als Rapper. Zudem steuerte er mehrere Songs zum Soundtrack des Films bei.
Mitte des Jahres feierte die Rooftop Clique ihr 10-jähriges Bestehen und tourte quer durch Österreich.
2011 wird das dritte Solo-Album des Austrorappers erscheinen. Es ist ein Sampler von DaBertl und einem Rooftop Clique-Album.

## Diskografie

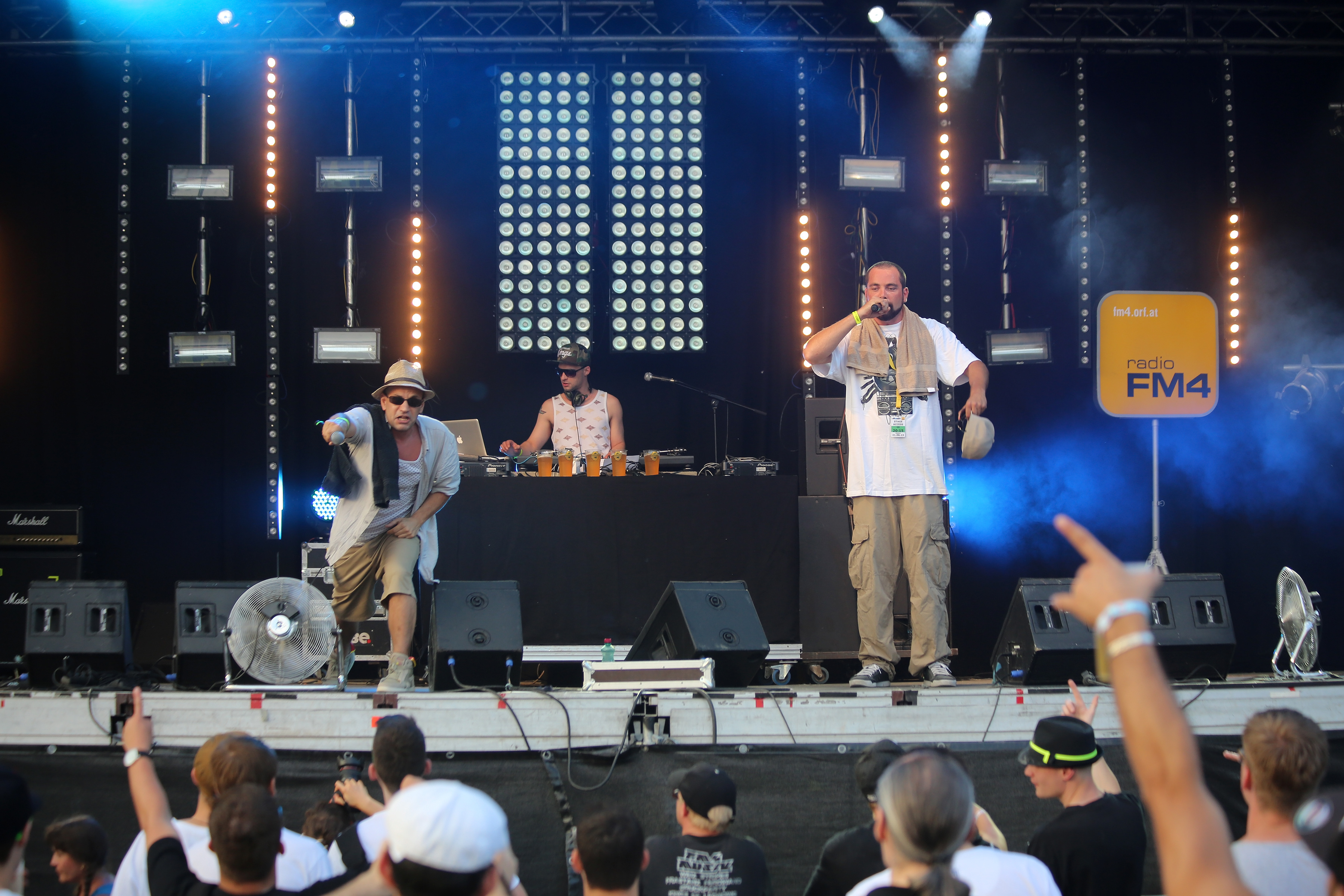
A.geh Wirklich? (Donauinselfest 2013)

### Alben
- 2004: da Doppla, Mundl Rec.
- 2007: Samma uns ehrlich, Coolesterin Rec.
- 2009: Freunderlwirtschaft WienerPüchaBuam (A.geh & Funky Cotletti), Mundl Rec.
- 2010: Agehneration A.geh & Band, Deine Mutter Rec.
- 2012: Wos Was I, 6pack records
- 2017: G’Sund Bleim

### Beiträge
- 2002: Wirklich, FM4 Soundselection 7 (Sampler)
- 2004: Raggamann (mit Firefinger), FM4 Soundselection 11
- 2005: Phopie, Schluchtenscheisser, Sacklbicka, HipHopConnection Sampler
- 2007: Samma uns ehrlich, FM4 Soundselection 16
- 2010: ownda,da rennt wos foisch,Sacklbicka,da Doppla Echte Wiener 2 – Die Deppat’n und die Gspritzt’n
- 2011: neues Johr von Penetrante Sorte feat. A.geh Wirklich, Sensey Penetrante Sorte -PS3